# Witte Wijk
De Witte Wijk is het verbindingskanaal tussen de Drentse Hoofdvaart en de Opsterlandse Compagnonsvaart. De lengte is 2 km.
De Damsluis is de scheiding tussen de Friese boezem en de Drentse wateren. Om in de Drentse Hoofdvaart te komen moeten schepen onder de Wittewijksbrug van de N371.